# ابو سیاف (اردن)
محمد شَلَبی (به عربی: محمد الشلبی، زاده معان، اردن) معروف به ابو سَیّاف (به عربی: أبو سیاف) یک روحانی سلفی و رئیس جنبش سلفی جهادی اردن (به عربی: التیار السلفی الجهادی فی الأردن) است. او در سال ۲۰۰۶ به دلیل شورش‌های معان که در ژانویه ۲۰۰۲ به تحریک و رهبری علیه مقامات اردن متهم شد، به اعدام محکوم شد. همچنین تصور می‌شد که او با اخوان‌المسلمین در اردن و القاعده و حداقل سطحی از مشارکت در ترور لارنس فولی، مسئول نمایندگی ایالات متحده آمریکا برای انکشاف بین‌المللی در خارج از خانه‌اش در امان در ۲۸ اکتبر ۲۰۰۲ ارتباط دارد. ابو سیاف هرگونه ارتباط با قتل را انکار کرد، اگرچه گزارش شده که از این اقدام چشم‌پوشی کرده است.